# Fort 13
Fort 13 – polski film wojenny w reżyserii Grzegorza Królikiewicza z roku 1984. Zdjęcia kręcono w Bolestraszycach.

## Fabuła
Film nawiązuje do wydarzeń, które miały rozegrać się w czasie I wojny światowej i po niej w forcie XIII twierdzy przemyskiej. Dwóch oficerów armii rosyjskiej (kapitan i porucznik) zostaje uwięzionych w jednym z fortów opuszczonej twierdzy. Przeżycie zapewnia im dostęp do źródła wody i znacznych zapasów żywności. Z upływem czasu kapitan nie wytrzymuje psychicznie uwięzienia i popełnia samobójstwo. Drugi z oficerów prowadząc dziennik spędza w zamknięciu 8 lat, zanim zostanie uwolniony przez robotnika dokonującego rozbiórki fortów.

## Obsada
- Leon Niemczyk jako kapitan
- Janusz Krawczyk jako porucznik
- Krzysztof Kursa jako zjawa porucznika
- Grażyna Szapołowska jako żona
- Jerzy Block jako kamerdyner
- Zygmunt Konieczny jako przyjaciel
- Włodzimierz Musiał jako żandarm
- Marek Probosz jako murarz
- Arnold Pujsza jako murarz
- Marian Ziętkiewicz jako wartownik
- Juliusz Lubicz-Lisowski jako austriacki generał